# Ford Territory (Chiny)
Ford Territory – samochód osobowy typu SUV klasy średniej produkowany pod amerykańską marką Ford od 2018 roku. Od 2022 produkowana jest druga generacja modelu.

## Pierwsza generacja

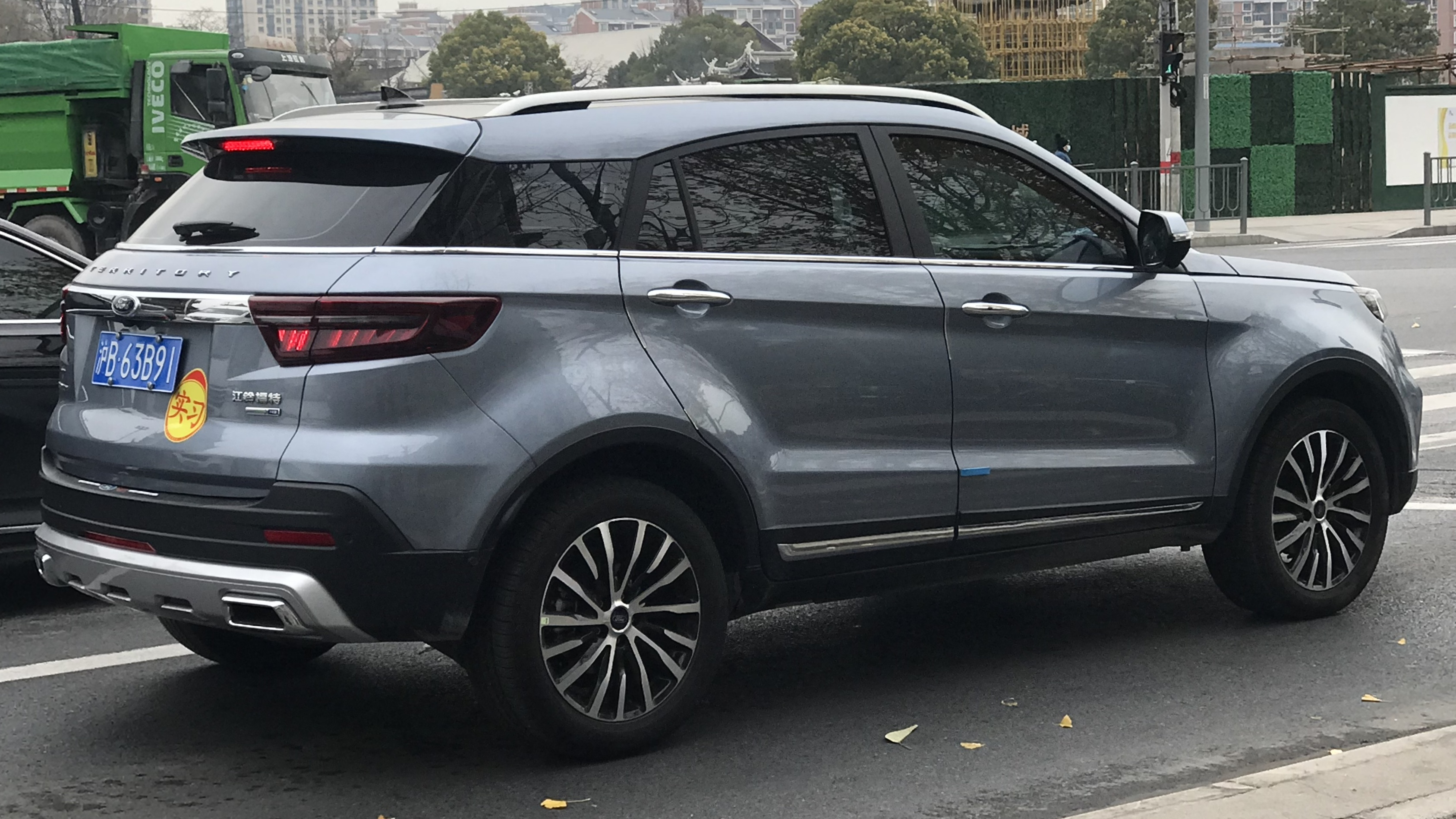
Ford Territory I - tył

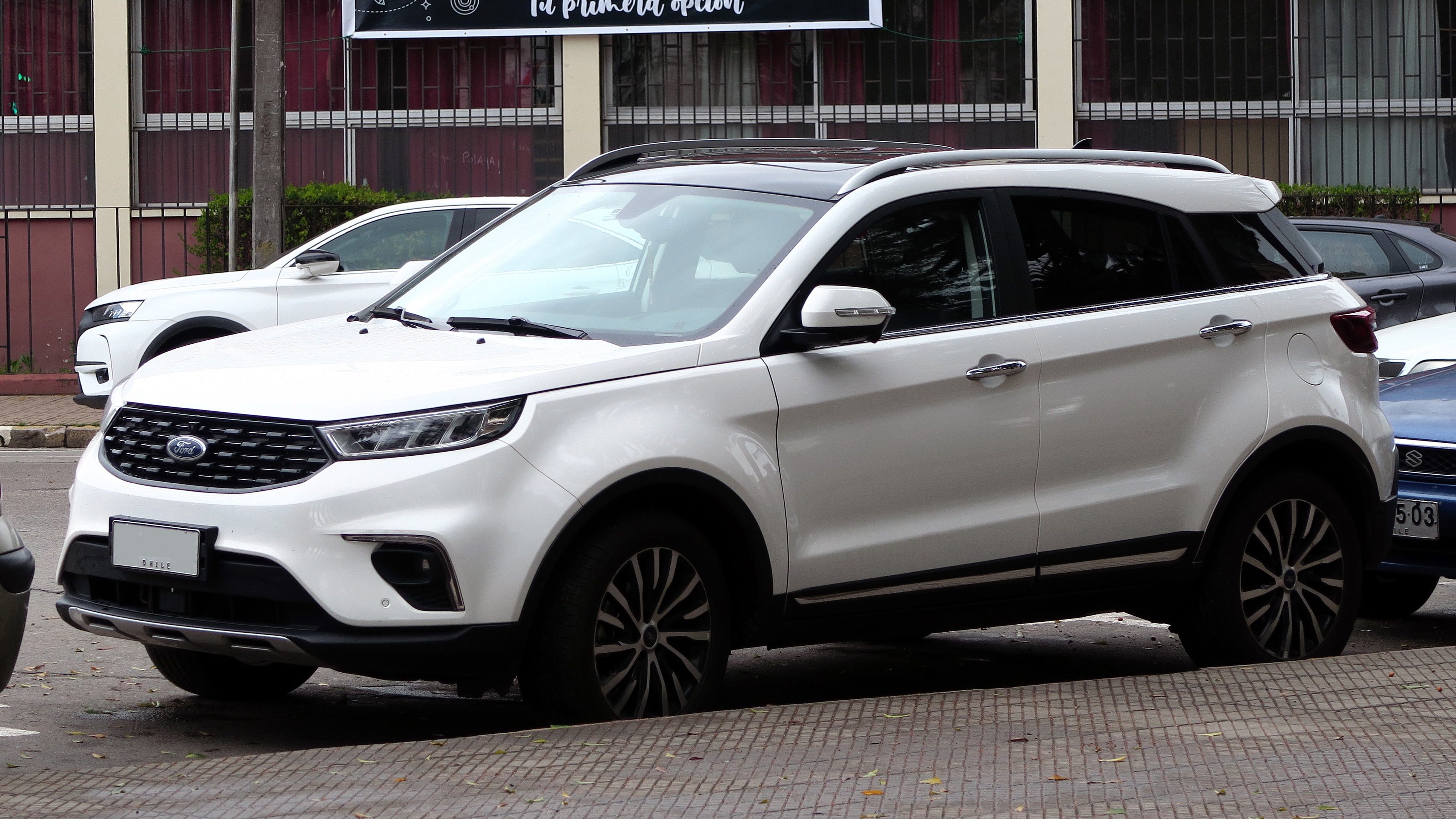
chilijski Ford Territory I

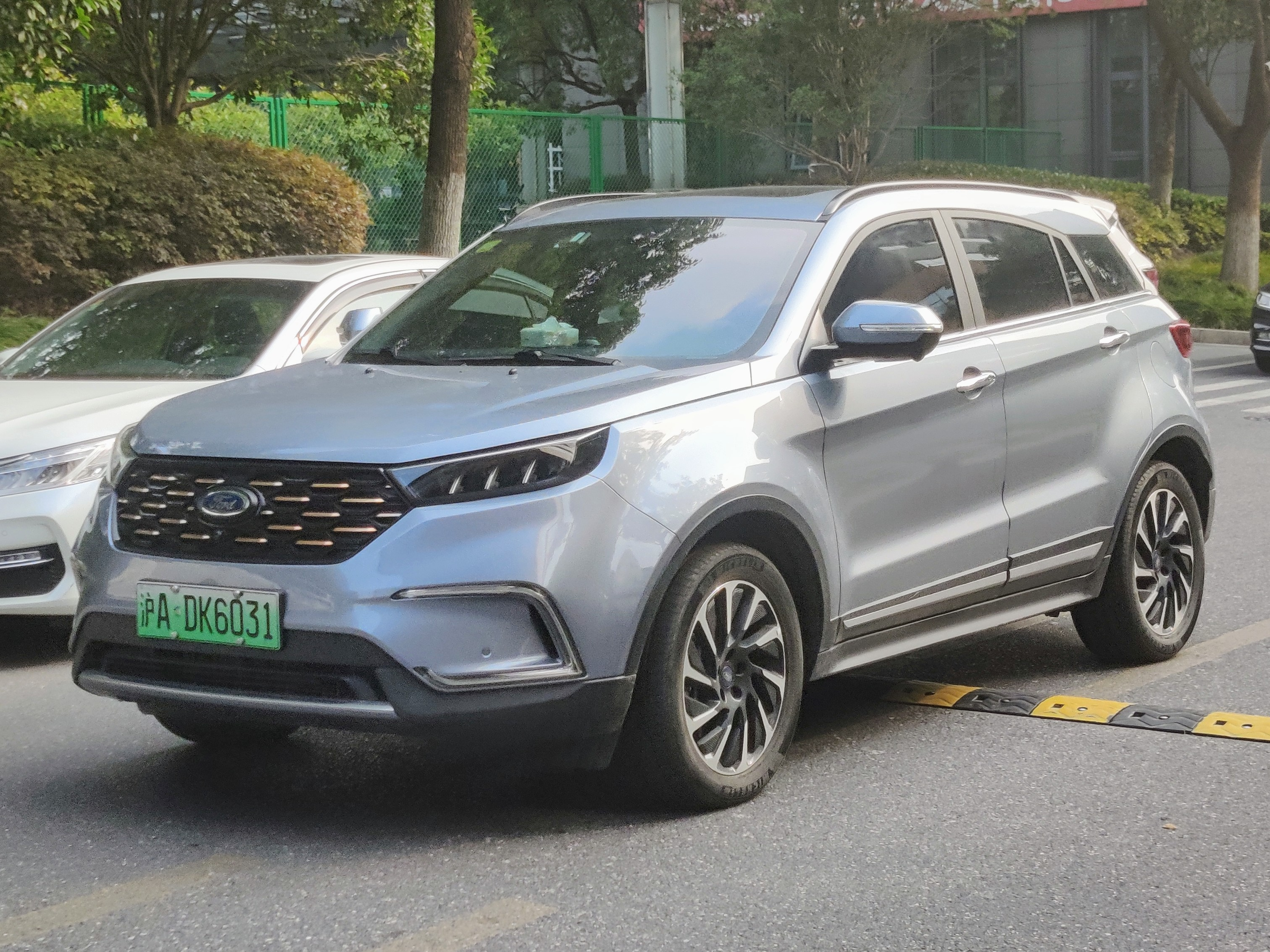
Ford Territory I EV

Ford Territory I został zaprezentowany po raz pierwszy w 2018 roku.
W sierpniu 2018 roku Ford zdecydował się przywrócić do użytku znaną z Australii i Nowej Zelandii nazwę Territory wyłącznie na potrzeby rynku chińskiego. Otrzymał ją zupełnie nowy, średniej wielkości SUV niemający nic wspólnego z dawnym crossoverem z lat 2004–2016. Samochód powstał w ramach współpracy z chińskim koncernem motoryzacyjnym Jiangling Motors Corporation, powstając jako bliźniacza i bardziej luksusowa odmiana przedstawionego na lokalnym rynku w 2016 roku SUV-a JMC Yusheng S330. Territory różnił się od niego zmodyfikowanym przodem z większą atrapą chłodnicy oraz bogatszym wyposażeniem.

### Territory EV
W czerwcu 2019 roku chiński oddział Forda zaprezentował w pełni elektryczną odmianę Territory EV, która wizualnie odróżniała się innym zderzakiem z charakterystycznie ukształtowanymi diodami LED do jazdy dziennej. Układ napędowy pozwala na osiągnięcie zasięgu do 350 kilometrów.

### Sprzedaż
W sierpniu 2019 roku Ford podjął decyzję o poszerzeniu rynkowego zasięgu Territory o więcej państw, niż pierwotnie zakładane Chiny i Tajwan. Od 2020 roku samochód jest oferowany i produkowany lokalnie także w Argentynie na potrzeby rynku Ameryki Południowej. W kwietniu 2021 roku Ford Territory trafił do sprzedaży na rynku indyjskim, plasując się pomiędzy modelami Freestyle i Endeavour.

### Silnik
- R4 1.5l 4G15 Turbo

## Druga generacja

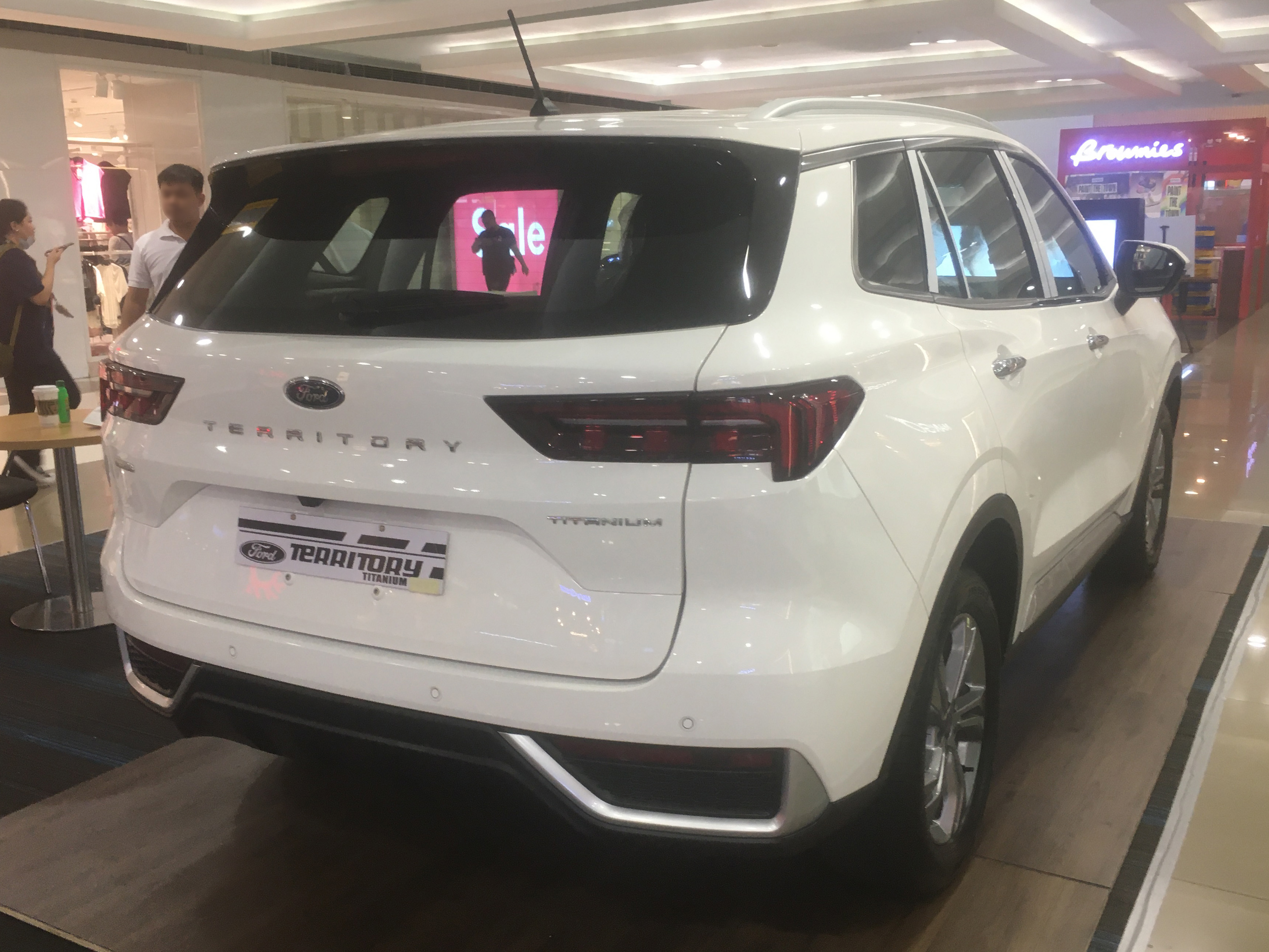
Ford Territory II - tył

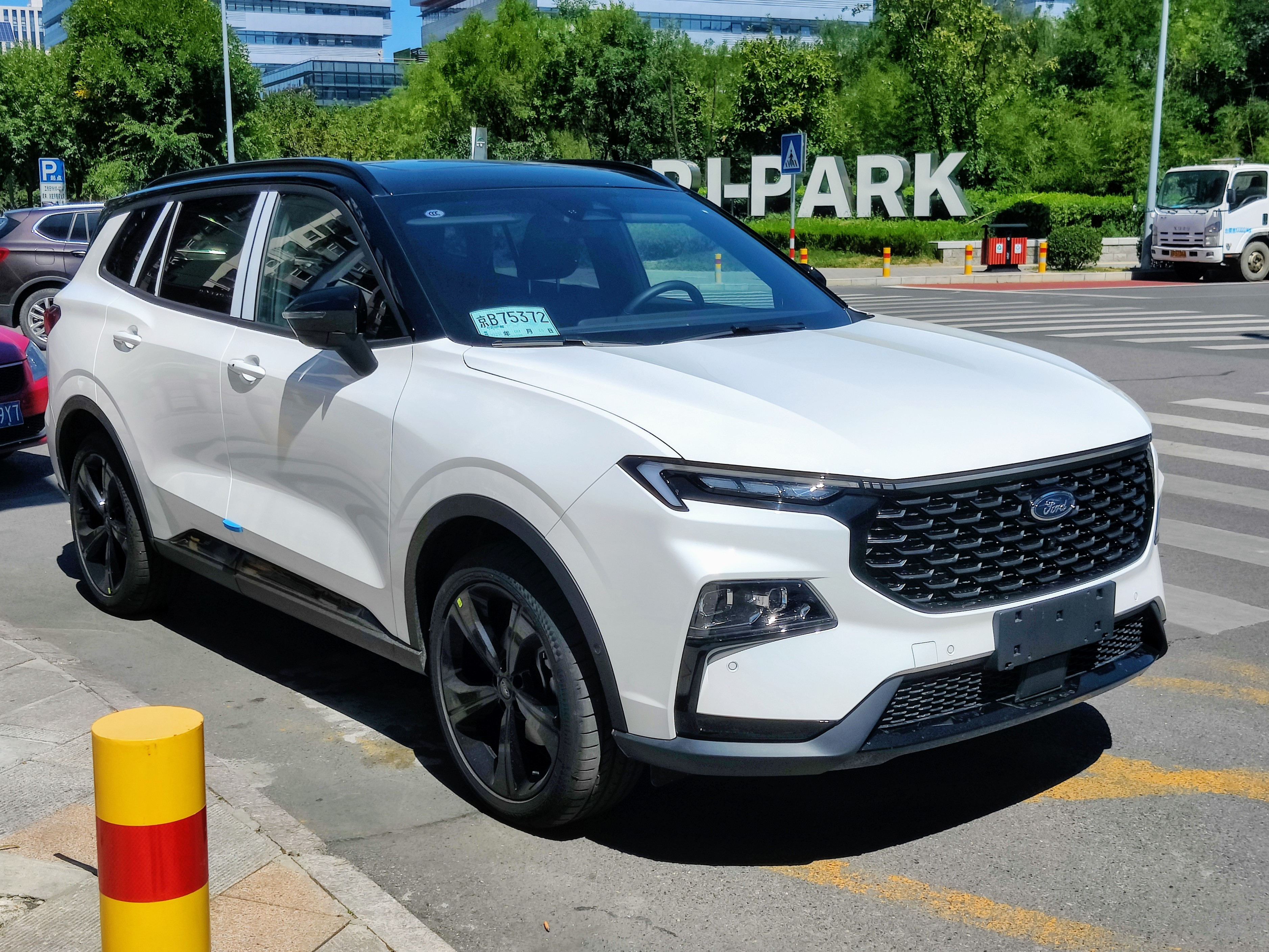
chiński Ford Equator Sport

Ford Territory II został zaprezentowany po raz pierwszy w 2022 roku.
Cztery lata po premierze chińskiego Forda Territory, amerykański producent zdecydował się zróżnicować zastosowanie tego emblematu na rynkach eksportowych. W czasie gdy dotychczasowa generacja pozostała w produkcji i sprzedaży lokalnie w Chinach, w pozostałych regionach zaprezentowano zupełnie nową, drugą generację, tym razem nie będącą już pochodną chińskiego modelu Jiangling Motors, lecz autorską konstrukcją chińskiego oddziału Ford Motor Company.
Druga generacja Territory stała się większa i zyskała bardziej foremną sylwetkę, z masywniejszymi proporcjami nadwozia o bardziej stonowanej stylistyce bogatej w chromowane ozdobniki i łagodne przetłoczenia. Pas przedni przyozdobił duży wlot powietrza, a także dwuczęściowe reflektory wykonane w pełni w technologii LED. Kabinę pasażerską zdominował duży, centralny dotykowy wyświetlacz o przekątnej 10 cali, a także opcjonalne okno dachowe.

### Sprzedaż
Ford Territory drugiej generacji jest eksportową odmianą przedstawionego pół roku wcześniej modelu Ford Equator Sport, który pod tą nazwą jest oferowany jednak wyłącznie w Chinach. Debiut modelu poza tym rynkiem najpierw miał miejsce w Wietnamie w sierpniu 2022 wraz z lokalną produkcją, by miesiąc później trafić do sprzedaży także w Meksyku i Chile. Jesienią tego samego roku samochód wprowadzono do sprzedaży na Bliskim Wschodzie, z kolei w 2023 roku zasięg rynkowy poszerzono jeszcze o Brazylię i Filipiny.

### Silnik
- R4 1.5l EcoBoost 168 KM